# مجمع عمومی سالانه
مجمع عمومی سالانه (به انگلیسی: annual general meeting) ؛جلسه‌ای است، که باید سالی یک بار، در مواقعی که در اساسنامه پیش بینی شده است، برای رسیدگی به ترازنامه و صورت سود و زیان سال مالی قبل و صورت دارایی و مطالبات شرکت و صورتحساب دوره عملکرد سالیانه شرکت و رسیدگی به گزارش مدیران، اعضای هیئت مدیره بازرسان و سایر امور مربوط به حساب‌های سال مالی تشکیل شود.
مجمع عمومی فوق‌العاده (به انگلیسی: extraordinary general meeting)؛ به اجتماع اعضای هیئت مدیره و سهام‌داران اصلی یک شرکت، که دارای اختیارات ویژه و خاصی می‌باشند، اطلاق می‌گردد، که با هدفی خاص مانند تغییر اساسنامه یا انحلال شرکت انجام شده باشد.

## هدف
یک شرکت ممکن است در مجمع عمومی سالانه خود به انتخاب اعضای هیئت مدیره، اتخاذ تصمیمات مهم در مورد سازمان، و اطلاع رسانی به اعضا از فعالیت های قبلی و آتی بپردازد. در این گردهمایی، سهامداران و شرکا ممکن است نسخه‌هایی از حساب‌های شرکت را دریافت کنند، اطلاعات مالی سال گذشته را بررسی کنند و هرگونه سوالی در مورد روند تجارت و بازرگانی شرکت در آینده بپرسند.
در مجمع عمومی سالانه، مدیر یا رئیس سازمان، ریاست جلسه را بر عهده دارد و ممکن است وضعیت کلی شرکت را ارائه دهد.منشی صورتجلسه را تنظیم می کند و ممکن است از او خواسته شود که مقالات مهم را بخواند.خزانه دار ممکن است گزارش مالی ارائه کند.سایر مدیران ارشد، هیئت مدیره و کمیته ها ممکن است گزارش های خود را ارائه دهند.در این جلسه اعضا و یا سهامداران شرکت بسته به نوع سازمان حضور دارند.در چنین نشستی ای، دبیر شرکت نقش تعیین کننده ای در تشکیل جلسه، برگزاری و حضور در جلسه ایفا می کند.